# Вулиця Климента Квітки (Київ)
Ву́лиця Климента Квітки — вулиця в Деснянському районі міста Києва, селище Троєщина. Пролягає від вулиці Тодося Осьмачки до Лісківської вулиці.
Прилучаються вулиці Лесі Українки і Василя Щавинського.

## Історія
Виникла у 1-й половині ХХ століття. У радянський час була названа на честь українського радянського педагога і письменника А. С. Макаренка (1888—1939).
2022 року перейменовано на честь українського фольклориста Климента Квітки